# Paschim Bardhaman

Localisation du Paschim Bardhaman sur la carte du Bengale-Occidental.

Paschim Bardhaman est un district industriel situé à l'ouest de l'état du Bengale-Occidental en Inde.
Il est issu de la scission de l'ancien district de Bardhaman en 2017.
Son siège est situé à Asansol.